# Justseeds
 (janvier 2020).

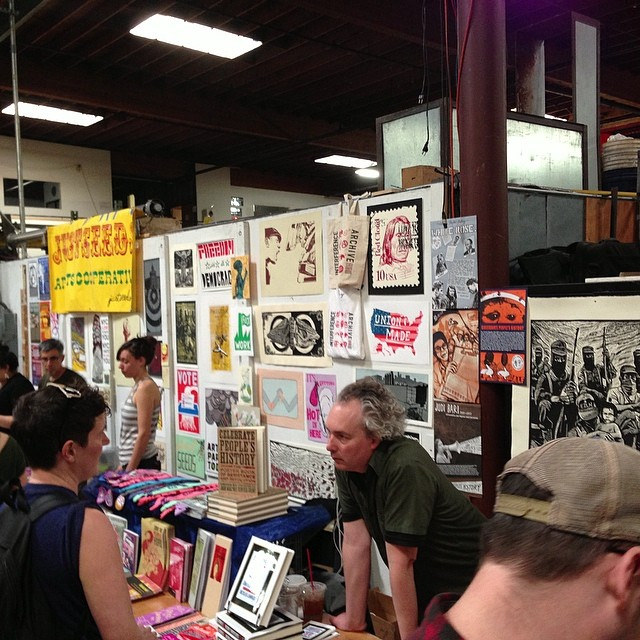
Les membres de Justseeds présentent à la foire du livre anarchiste au Crucible à Oakland.

Justseeds Artists' Cooperative est un collectif  de trente artistes  se trouvant à travers toute l'Amérique du Nord. 
Les membres de Justseeds produisent principalement des imprimés et des publications faites à la main qui sont distribués sur leur site Web et lors de conférences et d'événements liés aux mouvements sociaux et environnementaux. Les membres travaillent également individuellement en tant que graphistes pour et au sein d'un large éventail de causes militantes sociales et environnementales aux États-Unis, au Canada et au Mexique. En tant que collectif, Justseeds a produit plusieurs expositions en galerie à la fois de travaux d'impression et d'installations sculpturales collaboratives. 

## Histoire
Justseeds a été fondée en 1998 par le membre Josh MacPhee en tant que boutique en ligne et point de distribution de graphiques produits par MacPhee, ses amis et les groupes associés. À la suite de la fermeture en 2006 du magazine Clamor, qui s'occupait alors de la distribution par correspondance de Justseeds, MacPhee a cherché à rassembler plusieurs artistes avec lesquels il avait déjà travaillé en une entité coopérative. Cette dernière avait pour but de se développer pour inclure d'autres artistes aux enjeux similaires dans le nouveau projet. Lancé à l'origine sous le nom de Justseeds / Visual Resistance Collective en 2007, le nom a depuis été abrégé en Justseeds Artists Cooperative. 
Justseeds dirigeait un centre de distribution, composé de leur boutique en ligne et d'archives, depuis le sous-sol d'une maison privée à Portland (Oregon), de 2007 à 2010. En mai 2010, les opérations ont été déplacées à Pittsburgh, en Pennsylvanie. 
Depuis janvier 2015, les membres de Justseeds sont : Favianna Rodriguez, Josh MacPhee, Meredith Stern, Melanie Cervantes, Jesus Barraza, Dylan Miner, Nicolas Lampert, Jess X. Chen, Mary Tremonte, Thea Gahr, Roger Peet, Alec Icky Dunn, Pete Yahnke Railand, Shaun Slifer, Bec Young, Chris Stain, Colin Matthes, Molly Fair, Fernando Mati, Jesse Purcell, Chip Thomas, Kevin Caplicki, Kristine Virsis, Lesly Geovanni Mendoza, Mazatl, Sanya Hyand, Paul Kjelland, Aaron Hughes et Erik Ruin.

## Organisation
Justseeds est une coopérative, cependant, la structure interne de son organisation est similaire à celle de nombreux collectifs militants de base aux États-Unis, avec une concentration sur la prise de décision par consensus. Bien que l'entité commerciale soit enregistrée dans l'État de Pennsylvanie, où se trouve le bureau d'expédition de la boutique en ligne, les membres actifs de Justseeds sont répartis sur plusieurs sites en Amérique du Nord. La communication entre les membres se fait principalement en ligne, et les discussions axées sur la mission et la génération de projets ont lieu lors de réunions occasionnelles en grand groupe. 
Justseeds est identifiée comme une organisation collective de graveurs graphiques, mais les artistes travaillent également en tant qu'éducateurs, écrivains, sculpteurs, designers et dans le théâtre de marionnettes. Des membres ont publié des livres, des fanzines et d'autres travaux graphiques qui sont officieusement inclus dans la rubrique Justseeds, notamment la revue Signal (Dunn, Macphee, PM Press) et le Celebrate People's History Book (MacPhee, Feminist Press 2010). Firebrands: Portraits from the Americas (Microcosm Publishing, 2010) a été leur première entreprise d'édition collective. 
Une grande partie du travail de Justseeds est republiée dans les journaux et sur les sites Web selon une éthique informelle anti-copyright. Les membres de Justseeds répondent généralement aux mouvements sociaux actuels en produisant des graphiques gratuits à télécharger et à utiliser depuis leur site Web et leur blog. 

## Projets collectifs
Justseeds a produit plusieurs portfolios d'imprimés et d'installations artistiques collaboratives qui diffèrent des projets des membres en ce qu'ils sont considérés comme des productions collectives. Dans le cas des portfolios imprimés, Justseeds travaille régulièrement avec d'autres artistes extérieurs affiliés. 
- Voices From Outside: Artists Against the Prison Industrial Complex (Critical Resistance, portfolio imprimé, 2008)
- In the Shell of the Old (installation collaborative, Space 1026, Philadelphie, Pennsylvanie, 2008)
- Which Side Are You On ? (installation collaborative, Université du Wisconsin, Milwaukee, 2009)
- Ressources (portfolio imprimé, 2009)
- Firebrands: Portraits from the Americas (livre, Microcosm Publishing, 2010)
- Paysage de panneaux d'affichage sans titre (installation collaborative, Miller Gallery à l'Université Carnegie Mellon, 2011 Biennale de Pittsburgh, Pittsburgh, Pennsylvanie)
- Refuge (installation collaborative, 29e Biennale des arts graphiques, Galerie Alkatraz : Metelkova, Ljubljana, Slovénie, 2011)
- War is Trauma (avec Iraq Veterans Against the War, portfolio imprimé, 2011)
- Migration Now(collaboration avec CultureStrike, portfolio imprimé, 2013)
- Uprisings: Images of Labour (installation collaborative, Université du Wisconsin, Milwaukee, 2013)
- Liberating Learning (portfolio imprimé, 2014)
- We Are The Storm (collaboration avec CultureStrike, portfolio imprimé, 2015)
- We're All in this Together (installation collaborative avec Interference Archive, SUNY Purchase, automne 2017)

## Organisations affiliées
Il existe plusieurs organisations auxquelles Justseeds est directement affiliée par la présence de membres qui se chevauchent : 
- Colectivo Cordyceps (Mexique)
- Dignidad Rebelde (Oakland, Californie, États-Unis)
- Taller Tupac Amaru (Oakland, Californie, États-Unis)
- Archives des interférences (New York, NY, USA)
- Travailleurs des arts de la rue (USA)
- Howling Mob Society (Pittsburgh, États-Unis)
- Résistance visuelle (New York, NY, USA)
- Spectres de la liberté (Troy, NY, USA)